# Grand Prix Hassan II
Grand Prix Hassan II er en årlig tennisturnering for mænd på ATP Touren og er i øjeblikket en del af ATP 250-serien. Turneringen spilles på grusbaner og blev afholdt årligt på Complexe Al Amal i Casablanca, Marokko, før den flyttede til Marrakesh i 2016. Mellem 1984 og 1989 var den en del af Challenger-serien. Det er i øjeblikket den eneste ATP-begivenhed, der afholdes i Afrika. Turneringen afholdes normalt i april og fungerer som en optaktsturnering til French Open.

## Tidligere finaler

### Singles
| Lokation   | År        | Vinder                            | Finalist                          | Score                             |
| ---------- | --------- | --------------------------------- | --------------------------------- | --------------------------------- |
| Marrakesh  | 2025      | Luciano Darderi                   | Tallon Griekspoor                 | 7–6(7–3), 7–6(7–4)                |
| Marrakesh  | 2024      | Matteo Berrettini                 | Roberto Carballés Baena           | 7–5, 6–2                          |
| Marrakesh  | 2023      | Roberto Carballés Baena           | Alexandre Müller                  | 4–6, 7–6(7–3), 6–2                |
| Marrakesh  | 2022      | David Goffin                      | Alex Molčan                       | 3–6, 6–3, 6–3                     |
| Marrakesh  | 2021-2020 | Aflyst grundet COVID-19 pandemic. | Aflyst grundet COVID-19 pandemic. | Aflyst grundet COVID-19 pandemic. |
| Marrakesh  | 2019      | Benoît Paire                      | Pablo Andújar                     | 6–2, 6–3                          |
| Marrakesh  | 2018      | Pablo Andújar (3)                 | Kyle Edmund                       | 6–2, 6–2                          |
| Marrakesh  | 2017      | Borna Ćorić                       | Philipp Kohlschreiber             | 5–7, 7–6(7–3), 7–5                |
| Marrakesh  | 2016      | Federico Delbonis                 | Borna Ćorić                       | 6–2, 6–4                          |
| Casablanca | 2015      | Martin Kližan                     | Daniel Gimeno-Traver              | 6–2, 6–2                          |
| Casablanca | 2014      | Guillermo Garcia-Lopez            | Marcel Granollers                 | 5–7, 6–4, 6–3                     |
| Casablanca | 2013      | Tommy Robredo                     | Kevin Anderson                    | 7–6(8–6), 4–6, 6–3                |
| Casablanca | 2012      | Pablo Andújar (2)                 | Albert Ramos                      | 6–1, 7–6(7–5)                     |
| Casablanca | 2011      | Pablo Andújar                     | Potito Starace                    | 6–1, 6–2                          |
| Casablanca | 2010      | Stanislas Wawrinka                | Victor Hănescu                    | 6–2, 6–3                          |
| Casablanca | 2009      | Juan Carlos Ferrero               | Florent Serra                     | 6–4, 7–5                          |
| Casablanca | 2008      | Gilles Simon                      | Julien Benneteau                  | 7–5, 6–2                          |
| Casablanca | 2007      | Paul-Henri Mathieu                | Álbert Montañés                   | 6–1, 6–1                          |
| Casablanca | 2006      | Daniele Bracciali                 | Nicolás Massú                     | 6–1, 6–4                          |
| Casablanca | 2005      | Mariano Puerta                    | Juan Mónaco                       | 6–4, 6–1                          |
| Casablanca | 2004      | Santiago Ventura                  | Dominik Hrbatý                    | 6–3, 1–6, 6–4                     |
| Casablanca | 2003      | Julien Boutter                    | Younes El Aynaoui                 | 6–2, 2–6, 6–1                     |
| Casablanca | 2002      | Younes El Aynaoui                 | Guillermo Cañas                   | 3–6, 6–3, 6–2                     |
| Casablanca | 2001      | Guillermo Cañas                   | Tommy Robredo                     | 7–5, 6–2                          |
| Casablanca | 2000      | Fernando Vicente                  | Sébastien Grosjean                | 6–4, 4–6, 7–6                     |
| Casablanca | 1999      | Alberto Martín                    | Fernando Vicente                  | 6–3, 6–4                          |
| Casablanca | 1998      | Andrea Gaudenzi                   | Álex Calatrava                    | 6–4, 5–7, 6–4                     |
| Casablanca | 1997      | Hicham Arazi                      | Franco Squillari                  | 3–6, 6–1, 6–2                     |
| Casablanca | 1996      | Tomás Carbonell                   | Gilbert Schaller                  | 7–5, 1–6, 6–2                     |
| Casablanca | 1995      | Gilbert Schaller                  | Albert Costa                      | 6–4, 6–2                          |
| Casablanca | 1994      | Renzo Furlan                      | Karim Alami                       | 6–2, 6–2                          |
| Casablanca | 1993      | Guillermo Pérez Roldán (2)        | Younes El Aynaoui                 | 6–4, 6–3                          |
| Casablanca | 1992      | Guillermo Pérez Roldán            | Germán López                      | 2–6, 7–5, 6–3                     |
| Casablanca | 1991      | Ikke afholdt                      | Ikke afholdt                      | Ikke afholdt                      |
| Casablanca | 1990      | Thomas Muster                     | Guillermo Pérez Roldán            | 6–1, 6–7, 6–2                     |
| Casablanca | 1989      | Andres Võsand                     | Mark Koevermans                   | 3-6, 7–6, 6–0                     |
| Casablanca | 1988      | Franco Davín                      | Jordi Arrese                      | 6–3, 2-6, 6–4                     |
| Casablanca | 1987      | Tarik Benhabiles                  | Francisco Yunis                   | 6-2, 7-5                          |
| Casablanca | 1986      | David De Miguel                   | Thierry Champion                  | 6–2, 6–3                          |
| Casablanca | 1985      | Ronald Agenor                     | Ricki Osterthun                   | 2-6, 6-3, 6-4                     |
| Casablanca | 1984      | Hans Gildemeister                 | Blaine Willenborg                 | 6–7, 6–2, 6-1                     |

### Doubles
| Lokation   | År        | Vinder                               | Finalist                             | Score                             |
| ---------- | --------- | ------------------------------------ | ------------------------------------ | --------------------------------- |
| Marrakesh  | 2025      | Petr Nouza Patrik Rikl               | Hugo Nys Édouard Roger-Vasselin      | 6–3, 6–4                          |
| Marrakesh  | 2024      | Harri Heliövaara Henry Patten        | Alexander Erler Lucas Miedler        | 3–6, 6–4, [10–4]                  |
| Marrakesh  | 2023      | Marcelo Demoliner Andrea Vavassori   | Alexander Erler Lucas Miedler        | 6–4, 3–6, [12–10]                 |
| Marrakesh  | 2022      | Rafael Matos David Vega Hernández    | Andrea Vavassori Jan Zieliński       | 6–1, 7–5                          |
| Marrakesh  | 2021-2020 | Aflyst grundet COVID-19 pandemic.    | Aflyst grundet COVID-19 pandemic.    | Aflyst grundet COVID-19 pandemic. |
| Marrakesh  | 2019      | Jürgen Melzer (2) Franko Škugor      | Matwé Middelkoop Frederik Nielsen    | 6–4, 7–6(8–6)                     |
| Marrakesh  | 2018      | Nikola Mektić Alexander Peya         | Benoît Paire Édouard Roger-Vasselin  | 7–5, 3–6, [10–7]                  |
| Marrakesh  | 2017      | Dominic Inglot Mate Pavić            | Marcel Granollers Marc López         | 6–4, 2–6, [11–9]                  |
| Marrakesh  | 2016      | Guillermo Durán Máximo González      | Marin Draganja Aisam-ul-Haq Qureshi  | 6–2, 3–6, [10–6]                  |
| Casablanca | 2015      | Rameez Junaid Adil Shamasdin         | Rohan Bopanna Florin Mergea          | 3–6, 6–2, [10–7]                  |
| Casablanca | 2014      | Jean-Julien Rojer Horia Tecău (3)    | Tomasz Bednarek Lukáš Dlouhý         | 6–2, 6–2                          |
| Casablanca | 2013      | Julian Knowle (2) Filip Polášek      | Dustin Brown Christopher Kas         | 6–3, 6–2                          |
| Casablanca | 2012      | Dustin Brown Paul Hanley             | Daniele Bracciali Fabio Fognini      | 7–5, 6–3                          |
| Casablanca | 2011      | Robert Lindstedt (2) Horia Tecău (2) | Colin Fleming Igor Zelenay           | 6–2, 6–1                          |
| Casablanca | 2010      | Robert Lindstedt Horia Tecău         | Rohan Bopanna Aisam-ul-Haq Qureshi   | 6–2, 3–6, [10–7]                  |
| Casablanca | 2009      | Łukasz Kubot Oliver Marach           | Simon Aspelin Paul Hanley            | 7–6 (7–4), 3–6, [10–6]            |
| Casablanca | 2008      | Albert Montañés Santiago Ventura     | James Cerretani Todd Perry           | 6–1, 6–2                          |
| Casablanca | 2007      | Jordan Kerr David Škoch              | Łukasz Kubot Oliver Marach           | 7–6, 1–6, [10–4]                  |
| Casablanca | 2006      | Julian Knowle Jürgen Melzer          | Michael Kohlmann Alexander Waske     | 6–3, 6–4                          |
| Casablanca | 2005      | František Čermák (2) Leoš Friedl (2) | Martín García Luis Horna             | 6–4, 6–3                          |
| Casablanca | 2004      | Enzo Artoni Fernando Vicente         | Yves Allegro Michael Kohlmann        | 3–6, 6–0, 6–4                     |
| Casablanca | 2003      | František Čermák Leoš Friedl         | Devin Bowen Ashley Fisher            | 6–3, 7–5                          |
| Casablanca | 2002      | Stephen Huss Myles Wakefield         | Martín García Luis Lobo              | 6–4, 6–2                          |
| Casablanca | 2001      | Michael Hill Jeff Tarango            | Pablo Albano David Macpherson        | 7–6, 6–3                          |
| Casablanca | 2000      | Arnaud Clément Sébastien Grosjean    | Lars Burgsmüller Andrew Painter      | 7–6, 6–4                          |
| Casablanca | 1999      | Fernando Meligeni Jaime Oncins       | Massimo Ardinghi Vincenzo Santopadre | 6–2, 6–3                          |
| Casablanca | 1998      | Andrea Gaudenzi Diego Nargiso        | Cristian Brandi Filippo Messori      | 6–4, 7–6                          |
| Casablanca | 1997      | João Cunha e Silva Nuno Marques      | Karim Alami Hicham Arazi             | 7–6, 6–2                          |
| Casablanca | 1996      | Jiří Novák David Rikl                | Tomás Carbonell Francisco Roig       | 7–6, 6–3                          |
| Casablanca | 1995      | Tomás Carbonell Francisco Roig       | Emanuel Couto João Cunha e Silva     | 6–4, 6–1                          |
| Casablanca | 1994      | David Adams Menno Oosting            | Cristian Brandi Federico Mordegan    | 6–3, 6–4                          |
| Casablanca | 1993      | Mike Bauer Piet Norval               | Ģirts Dzelde Goran Prpić             | 7–5, 7–6                          |
| Casablanca | 1992      | Horacio de la Peña Jorge Lozano      | Ģirts Dzelde T. J. Middleton         | 2–6, 6–4, 7–6                     |
| Casablanca | 1991      | Ikke afholdt                         | Ikke afholdt                         | Ikke afholdt                      |
| Casablanca | 1990      | Todd Woodbridge Simon Youl           | Paul Haarhuis Mark Koevermans        | 6–3, 6–1                          |
| Casablanca | 1989      | Jaroslav Bulant Richard Vogel        | Libor Pimek Florin Segărceanu        | 6–1, 6–3                          |
| Casablanca | 1988      | Josef Čihák Cyril Suk                | Arnaud Boetsch Denis Langaskens      | 6–2, 6–0                          |
| Casablanca | 1987      | José López-Maeso Alberto Tous        | Massimo Cierro Alessandro de Minicis | 7–6, 6–2                          |
| Casablanca | 1986      | Agustín Moreno Larry Scott           | Tore Meinecke Ricki Osterthun        | 7–5, 6–2                          |